# Кубок Латвийской ССР по футболу 1988
Кубок Латвийской ССР по футболу 1988 — розыгрыш Кубка Латвийской ССР.

## 1/32 финала
| Хозяева                     | Счёт           | Гости                    |
| --------------------------- | -------------- | ------------------------ |
| Старт (Броцены)             | 0:1            | Сельмаш (Елгава)         |
| Целтниекс (Балви)           | 3:4            | Локомотив (Даугавпилс)   |
| ДЮСШ (Даугавпилс)           | 3:1            | Кристалл (Ливаны)        |
| Локомотив-2 (Даугавпилс)    | +:−            | Бетон (Вангажи)          |
| Дубна (Прейли)              | 3:2            | РОЗТО (Рига)             |
| Варпа (Екабпилс)            | 1:6            | Дизелист (Рига)          |
| Даугава (Лудза)             | 2:4            | Дурбе (Лиепайский район) |
| Бривайс вилнис (Салацгрива) | 2:5            | Радиотехник (Рига)       |
| РПИ (Рига)                  | 2:1            | Дорожник (Лимбажи)       |
| Адитайс-2 (Огре)            | 1:6            | Коммутатор (Рига)        |
| 9 Мая (Рижский район)       | 2:1            | Сельмаш (Рига)           |
| Саулкрасты (Рижский район)  | 4:4 (6:8 пен.) | Альфа (Рига)             |
| Автоэлектроприбор (Рига)    | 2:1            | Фарфорист (Рига)         |
| РЭМЗ (Рига)                 | 1:1 (3:4 пен.) | Мотор (Рига)             |
| Нива (Даугавпилс)           | 0:3            | Сборная студентов (Рига) |

## 1/16 финала
| Хозяева                  | Счёт           | Гости                        |
| ------------------------ | -------------- | ---------------------------- |
| Радиотехник (Рига)       | 0:8            | Юрниекс (Рига)               |
| Альфа (Рига)             | −:+            | Сарканайс квадратс (Рига)    |
| Автобусный парк (Лиепая) | 1:1 (4:3 пен.) | Торпедо (Рига)               |
| Коммутатор (Рига)        | 1:0            | Портовик (Рига)              |
| РПИ (Рига)               | 0:2            | Строитель (Даугавпилс)       |
| Автоэлектроприбор (Рига) | 1:3            | Земгале (Илуксте)            |
| Дурбе (Лиепайский район) | 1:2            | Машиностроитель (Резекне)    |
| Дизелист (Рига)          | −:+            | Гауя (Валмиера)              |
| ДЮСШ (Даугавпилс)        | 3:0            | Целтниекс (Рига)             |
| Сельмаш (Елгава)         | 3:5            | Адитайс (Огре)               |
| Дубна (Прейли)           | 3:1            | ВЭФ (Рига)                   |
| Сборная студентов (Рига) | 8:1            | Ригас аудумс (Рига)          |
| Мотор (Рига)             | 1:10           | Сарканайс металургс (Лиепая) |
| Локомотив-2 (Даугавпилс) | 3:1            | Звезда (Вентспилс)           |
| Локомотив (Даугавпилс)   | 1:4            | РАФ (Елгава)                 |
| 9 Мая (Рижский район)    | 2:2 (4:5 пен.) | Светотехника (Рига)          |

## 1/8 финала
| Хозяева                      | Счёт | Гости                     |
| ---------------------------- | ---- | ------------------------- |
| Юрниекс (Рига)               | 1:4  | Сарканайс квадратс (Рига) |
| Автобусный парк (Лиепая)     | +:−  | Коммутатор (Рига)         |
| Строитель (Даугавпилс)       | 4:0  | Земгале (Илуксте)         |
| Машиностроитель (Резекне)    | 1:3  | Гауя (Валмиера)           |
| ДЮСШ (Даугавпилс)            | 0:3  | Адитайс (Огре)            |
| Дубна (Прейли)               | 0:3  | Сборная студентов (Рига)  |
| Сарканайс металургс (Лиепая) | +:−  | Локомотив-2 (Даугавпилс)  |
| РАФ (Елгава)                 | 4:1  | Светотехника (Рига)       |

## 1/4 финала
| Хозяева                      | Счёт | Гости                    |
| ---------------------------- | ---- | ------------------------ |
| Сарканайс квадратс (Рига)    | 2:1  | Автобусный парк (Лиепая) |
| Строитель (Даугавпилс)       | 0:1  | Гауя (Валмиера)          |
| Адитайс (Огре)               | 2:3  | Сборная студентов (Рига) |
| Сарканайс металургс (Лиепая) | 1:3  | РАФ (Елгава)             |

## 1/2 финала
| Хозяева                   | Счёт | Гости           |
| ------------------------- | ---- | --------------- |
| Сарканайс квадратс (Рига) | 1:2  | Гауя (Валмиера) |
| Сборная студентов (Рига)  | 0:1  | РАФ (Елгава)    |

## Финал
| Дата | Хозяева      | Счёт | Гости           |
| ---- | ------------ | ---- | --------------- |
|      | РАФ (Елгава) | 1:0  | Гауя (Валмиера) |